# Pavel Ditrych
Pavel Ditrych, tjeckoslovakisk orienterare som tog silver i stafett vid VM 1983.